# Gabriel Cabon
Pour les articles homonymes, voir Cabon.
Gabriel Cabon, en breton Biel Cabon, est un prêtre breton, du diocèse de Quimper et de Léon, né le 12 avril 1920 à Plouguerneau et mort le 22 avril 2000 .

## Biographie
Après ses études au collège Saint-François de Lesneven, il entre au Grand séminaire, à Quimper d’abord, puis à Lesneven où celui-ci avait dû se réfugier pendant l'Occupation. Ordonné prêtre le 29 juin 1943 en l’église paroissiale de Lesneven, il est nommé professeur de lettres au collège Saint-François de Lesneven. 
En 1961, il est nommé recteur de la paroisse de Goulven. De 1966 à 1978, il est curé-doyen de Saint-Thégonnec, puis recteur de Rumengol. Il est nommé en 1986 aumônier de la maison de retraite de Ploudalmézeau, puis se retire à Plouarzel en 1997, avant d’aller en 1999 à la maison de retraite pour vieux prêtres de Keraudren à Brest.

## Travaux
Membre de la « Kenvreuriez ar Brezoneg » du diocèse de Quimper et de Léon, Gabriel Cabon fut l’un des collaborateurs de Mgr Vincent Favé, évêque auxiliaire de Quimper, pour la traduction en breton du Nouveau Testament publié en 1988.

Il a également traduit du latin en breton la Confession et la Lettre à Coroticus de saint Patrick aux éditions du Minihi Levenez.